# بطولة أوروبا تحت 19 سنة لكرة القدم 2018
بطولة أوروبا تحت 19 سنة لكرة القدم 2018 هو الموسم 66 من  بطولة أوروبا تحت 19 سنة لكرة القدم. أقيم في 2018، وأشرف على تنظيمه الاتحاد الأوروبي لكرة القدم، وكان عدد الأندية المشاركة فيه  8، وفاز فيه منتخب البرتغال تحت 19 سنة لكرة القدم.